# Telipogon panamensis
Telipogon panamensis är en orkidéart som beskrevs av Dodson och Rodrigo Escobar. Telipogon panamensis ingår i släktet Telipogon och familjen orkidéer. Inga underarter finns listade i Catalogue of Life.